# Giombattista Xiumè
Giombattista Xiumè (Scicli, 25 febbraio 1923 – Ragusa, 29 marzo 2012) è stato un politico e medico italiano.

## Biografia
Dopo aver conseguito la maturità classica nel 1941 a Scicli, nel 1947 si laureò in medicina e chirurgia all'Università di Catania, dove rimase, per tre anni, come assistente alla cattedra di chirurgia generale. Si specializzò nel 1952 in chirurgia generale all'Università di Torino (con Achille Mario Dogliotti) e in urologia nel 1954, quindi in ostetricia e ginecologia presso l'Università di Genova nel 1961. In quest'ultimo ateneo, nello stesso anno conseguì pure la libera docenza in semiotica chirurgica.
Fu quindi primario di chirurgia dell'Ospedale Maria Paternò Arezzo di Ragusa dal 1960 al 1993. Al contempo, tenne corsi di specializzazione chirurgica presso l'Università di Catania. Faceva parte della Società Italiana di Chirurgia e della Società Italiana di Urologia. 
Cattolico, notevole fu altresì la sua attività politica, che lo vide  soprattutto operare nelle varie commissioni (locali e nazionali) della sanità. 
Esponente del Movimento Sociale Italiano, fu consigliere comunale di Scicli dal 1970 al 1975.
Nel 1986 fu eletto deputato all'Assemblea regionale siciliana nel collegio provinciale di Ragusa e lo restò fino al 1991.
Nel 1994 fu eletto al Senato con Alleanza Nazionale, e a Palazzo Madama fu membro della Commissione Sanità, fino al 1996. Fu quindi presidente del Consorzio universitario ibleo dal 1999 al 2004.